# Gaston (imię)
Gaston, Wedast – zlatynizowane męskie imię Vedastus z germ. Widugast, złożone z członów: widu- / vitu- 'las' i gast- 'gość'; w ang.: Foster lub Gaston (człowiek leśny, leśnik).
Patronem tego imienia jest św. Wedast z Arras, męczennik z VI wieku. 
Gaston imieniny obchodzi 6 lutego i 24 kwietnia.

## Odpowiedniki w innych językach
- esperanto: Gastono[3]

## Znane osoby noszące imię Gaston
- Gaston IV de Foix-Grailly (1422–1472) – hrabia Foix, związany z rodem panującym Królestwa Nawarry
- Gaston II de Foix-Candale (?–1500) – hrabia na Candale i Benauges, związany z rodem panującym Królestwa Nawarry, teść Władysława II Jagiellończyka
- Gaston z Foix (1489–1512) – książę de Nemours, francuski dowódca wojskowy
- Gaston Dalmau – argentyński aktor
- Gaston Doumergue
- Gaston Gallimard – francuski wydawca
- Gastón Gaudio
- Gaston Glock
- Gaston Maspero
- Gastone de Murols – wielki mistrz zakonu joannitów
- Gastón Ramírez
- Gastón Silva
- Gaston Tremblay
- Franciszek Gaston de Bethune